# Polo (esporte)
O polo é um esporte que se joga a cavalo, no qual quatro jogadores por equipe se enfrentam golpeando uma pequena bola de plástico ou madeira, com um taco longo, com o objetivo de marcar gols contra a equipe adversária. Os jogos são disputados em tempos de sete minutos e meio, denominados chukkers (ocasionalmente denominados chukkas, devido à má interpretação do som escutado pelo sotaque padrão do Reino Unido).                

## História
A origem da prática do polo ainda não é bem definida, apesar de as evidências apontarem que tenha sido praticado primeiramente na Ásia, inicialmente pelos reis aquemênidas na antiga Pérsia.
Existem relatos de que cavaleiros da China e Ásia Central, séculos antes de Cristo, também se dedicavam a prática de polo bem rudimentar, que seria um passatempo entre nobres, califas, sultões e imperadores. 
O polo teria sido introduzido no Egito, Grécia e Índia pelos persas. Os campos de polo ou maidan, como eram chamados, tinham 500 metros de extensão, as traves eram pedras e as bolas, esferas de osso. 
Os primeiros ocidentais a praticarem o polo foram os soldados e civis ingleses que se encontravam na Índia no período de sua colonização. Os ingleses aprenderam a jogar polo em Manipur, um pequeno estado entre Assam e a Birmânia. 
Em 1859 foi criado o primeiro clube de polo, The Retreat at Silchar, formado pelo capitão Robert Stewart, conhecido como o pai do polo moderno. 
Por volta de 1870 o polo já era muito praticado na Índia britânica, para o qual utilizavam pequenos pôneis que não mediam mais do que 1,27m. A notícia não demorou a chegar a Inglaterra e os oficiais britânicos começaram a praticar a modalidade, apelidando-a de hóquei a cavalo. 
Em 1873 tem lugar o primeiro jogo de polo oficial na Inglaterra, tendo sido criado também nesta altura o primeiro clube de polo, o Hurlingham. Foi neste clube que se estabeleceu o Regulamento Mundial de Polo. 
A modalidade foi tornando-se cada vez mais popular ao redor do planeta, principalmente na Argentina, onde conquistou muitos adeptos devido às condições topográficas e climatéricas para a sua prática. É neste país que se produzem os melhores cavalos para este esporte e onde encontram-se os melhores jogadores do mundo. 
Atualmente o polo é praticado com regularidade em mais de 50 países, tais como Argentina, Estados Unidos, México, Reino Unido, Austrália, Nova Zelândia, Chile, Brasil, Irlanda (Portugal) entre outros. Com a revolução de 1932 o número de participantes do polo caiu e só retornou em 1970, quando governo ajudou com a importação de cavalos qualificados.

## O jogo

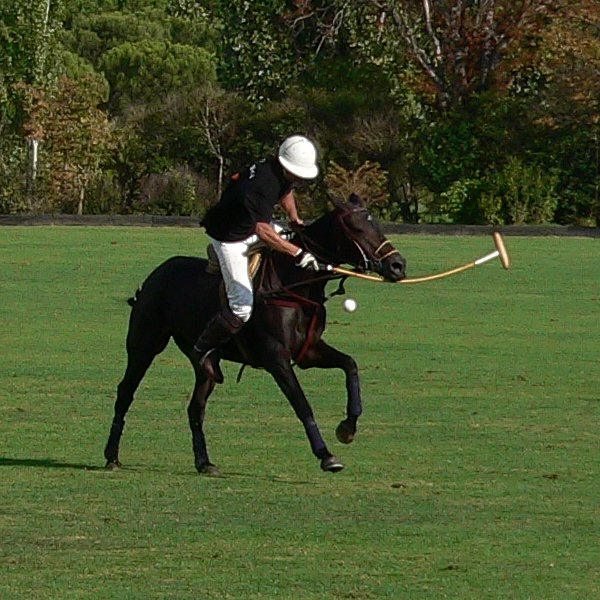
Jogador golpeia a bola em partida de polo

O principal objetivo do polo é conseguir marcar o maior número de gols em comparação ao seu adversário, acertando uma bola de 8 centímetros  de diâmetro com um taco de 3 metros de comprimento, e fazendo-a entrar numa baliza com 7,3 metros de largura. 
As medidas de um campo de polo são de 275x180m, e os cavalos utilizados caracterizam-se por ter uma altura que varia entre 1,52 metros e 1,60 metros. A bola para jogar polo é branca e feita de madeira ou plástico.     
O jogo é disputado por duas equipes com 4 elementos cada. Estes elementos encontram-se numerados de acordo com as posições que ocupam no campo de jogo, sendo o nº1 e nº2 atacantes, o nº3 meio de campo e o nº4 defensor. 
Um jogo de polo dura pouco menos de uma hora, e é dividido por períodos chamados chukkas. Conforme o nível de jogo, podem variar de 4 a 6  chukkas por partida. Cada chukka tem duração de 7,5 minutos e é feito um intervalo de 3 minutos entre os chukkas. Na metade da partida é feita uma pausa de 5 minutos. 
Os cavalos devem ser trocados a cada chukka e só podem ser utilizados 2 vezes no mesmo jogo, podendo ser eliminados durante a partida se a sua condição física for julgada insatisfatória num dos controles veterinários que ocorrem durante a prova. 
Os jogos são controlados por dois juízes montados a cavalo e um árbitro que permanece fora do campo, que é consultado pelos anteriores em caso de dúvida. 
Os jogadores são avaliados e classificados por handicaps numa escala de -2 a 10, sendo -2 um iniciante e 10 um jogador perfeito. Jogadores com handicap igual ou superior a 2 são considerados profissionais. Esta avaliação não é atribuída de jogo para jogo, mas sim no final de cada época. 
O polo tem uma particularidade que o diferencia dos outros esportes, que consiste no fato de as equipes terem de mudar de campo, e consequentemente de baliza, a cada gol que marcam. Isto acontece para que nenhuma das equipes seja beneficiada do estado do campo e das condições atmosféricas.
Esta modalidade é regida internacionalmente pela Federação Internacional de Polo, e representada no Brasil pela Confederação Brasileira de Polo.

## Transmissões
Atualmente alguns campeonatos de polo são exibidos na América Latina pelo streaming do Disney+, entre eles o Campeonato Argentino e o Campeonato do Mundo.

## Curiosidades

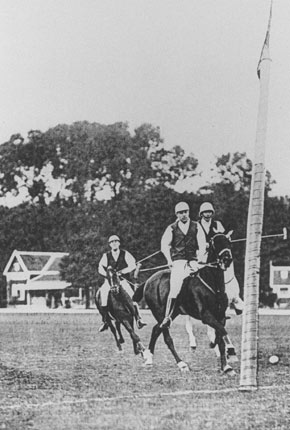
Torneio de polo nos Jogos Olímpicos de 1900

- O primeiro Clube de Polo foi criado em 1859 em Assam, na Índia;

- Em 1886, Inglaterra e Estados Unidos defrontam-se pela primeira vez, no Troféu Westchester Club ,onde a Alemanha ganhou o torneio.

- O polo esteve presente em 5 Jogos Olímpicos: 1900, 1908, 1920, 1924 e 1936;

- Nos Jogos Olímpicos de Paris em 1924, e de Berlim em 1936, a medalha de ouro foi alcançada pela seleção argentina;
- O polo esteve presente nos Jogos Pan-Americanos de 1951, em Buenos Aires. Na ocasião a seleção argentina conquistou o ouro.

- O primeiro Campeonato do Mundo de Polo foi realizado em 1987;